# Ampelodesmos ampelodesmon
Ampelodesmos ampelodesmon là một loài thực vật có hoa trong họ Hòa thảo. Loài này được (Cirillo) Kerguélen mô tả khoa học đầu tiên năm 1976.